# Dalila-Lilly Topic
Dalila-Lilly Topic (født 13 november 1997) er en svensk volleyballspiller, der spiller for Sveriges volleyballlandshold og det tyske hold USC Münster. 
Hun begyndte at spille volleyball da hun var 11-12 år gammel.
Hun har tidligere spillet for 1. VC Wiesbaden (2021/22), Hylte/Halmstad VBK (2018/19-2020/21), Lindesbergs VBK (2017/18), Lunds VK (2016/17) og RIG Falköping (2014/15-2015/16).. I løbet af den første sæson i Bundesliga vandt hun blokligaen.